# Dendronephthya ambigua
Dendronephthya ambigua är en korallart som beskrevs av Henderson 1909. Dendronephthya ambigua ingår i släktet Dendronephthya och familjen Nephtheidae. Inga underarter finns listade i Catalogue of Life.